# القطط السمان (فلم)
فيلم من تمثيل شمس البارودي، حسن يوسف، صلاح منصور، مريم فخر الدين، صلاح نظمي، نبيل بدر، علية عبد المنعم، محمد شوقي، وحيد عزت، هانم محمد، نبوية سعيد، فايزة عبدالجواد، حمدي يوسف

## قصة الفيلم
بداية أحداث الفيلم عام 1967 بعد النكسة تدور قصته حول نبيل الهلباوي طالب في كلية العلوم مع زميلته أحلام الذين اتفقوا على الزواج يحاول هو عمل مشروع عن ورد النيل ليجعل منه غذاءا بديلا للحم لما فيه من بروتينات فهو يفكر دائما في الشعب يتفاجأ عندما يقرأ في الصحف أن العمارة التي يمولها والده قد انهارت مع ما فيها من سكان بسبب الغش ونظرا لعلاقات والده و الاستعانة بمحاميه ودفعه للرشاوى يحاول التخلص من أي مسؤولية يقع فيها بسبب فساده وقد بدأ موظفا يتعاطى الرشوة ثم ليتخلص من قانون من اين لك هذا أوهم المحقق بأن السبب يعود لجمال زوجته ولما يحاول اقناعها لتبيع شرفها تنهار مشلولة في الحال وتفقد السير و النطق إلا أن حسن قدري أحد كبار المسؤولين يوجه له التهمة في قضية العمارة لينتفع منه فيفتح له المجال ليسحب الدواء المسكن من السوق حيث بدأ متعاطي الحشيش يسحبونه لرخصه وكذلك يسهل له عمليات التهريب التي يقوم بها وتزداد ثروته ويسعى الهلباوي الأب لإقناع ابنه نبيل في الزواج من سوسن ابنة حسن قدري زميلة ابنه هي الأخرى ليكون سندا له فيصارحه ابنه بحب أحلام فيتظاهر بعدم الممانعة في البدء وتدخل أحلام لأسرة نبيل و تحبها والدته ويوفر ابيه لأحلام عملا عنده ويقنعها بلمس الخزنة لتودع بها علبة مجوهرات و تتأتي له منها بمال لتثبت بصماتها ويضع جزءا من المجوهرات في درجها في البيت فينجح في تنفيذ مكيدته لها لتدخل السجن وما أن علمت أم نبيل بذلك فعرفت المكيدة فتحاول اخبار ابنها بالحقيقة إلا أن صمتها و شللها يمنعاها فتسقط من على السلم فتموت اما أحلام فتعرف أن والد نبيل هو المدبر بعد دخولها السجن بعد تنبيه زميلاتها النزيلات فتخرج من السجن لتحرق مصنعه لتكشفه وتوقعه بتهمة تدخله السجن إلا أنه يتمكن من الافلات ويستخدم علاقته وثروته ليسجن يومين فقط في إحدى غرف القسم ولما يلقاه من خدمة كأنه في فندق 5 نجوم فتدرك أن شرفها لا يحقق رغبتها فتقرر الانحراف لرعاية اخيها والانتقام إلا أنها بعد ذلك ادركت ان تبقيه خاتما في يدها لهو خير لها اما الابن نبيل فيكشف أبيه وييستقل في حياته فينجح مشروعه ورد النيل إلا أن حسن قدري يضغط عليه بضربه من رجال يبدو انهم رجال حكومة فيعود لوالده معلنا عن توبته ليتزوج سوسن ويتظاهر أنه يعمل كأبيه فيعمل فعلا بالمخدرات ليوقع بحسن قدري مكتشفا شذوذه الجنسي السلبي و يعثر على مستندات أخرى تدينه فيواجه بها سوسن فتنتحر يزور نبيل شقة تدار للدعارة وهناك يفاجأ بوجود والده وحسن قدري وأحلام ومثلما أصبح نبيل مهيمنا فكذلك أحلام وصلت إلى الكبار وحاول ابيه أن يمنع عودتهما باتهديد بقتله ن شرطها كان التنازل عن كل أملاكه وأيضا من أجل سمعته وتمنى حسن قدري قتله للتخلص منه إلا أن ذلك لم يحصل وانتهى الفيلم ببيان 15 مايو والقبض على المسيئين.
على الرغم من أن الفيلم كان مع ما يعرف بثورة التصحيح وكان هذا جليا واضحا إلا أنه قد يكون من الكاتب أراد أن يشير بنجاة نبيل وأحلام وكأنما الدنيا الجديدة أصبحت لهم فعلى الرغم من أنهم ضحية كما اعتبرهم المؤلف لكنهم مسيئين و افلتوا من العقاب قد يكون انه أراد أن يقول بان الجدد جاهزين للفساد هم أيضا

## بطولة
| - شمس البارودي: أحلام - حسن يوسف: نبيل - صلاح منصور: الهلباوي أبو نبيل - مريم فخر الدين: ام نبيل - صلاح نظمي: حسن قدري - نبيل بدر: أحد المسئولين الفاسدين - محمد شوقي: صاحب الحشيش - وحيد عزت: أحد المسئولين الفاسدين - هانم محمد: وفيه الجارة | - نبوية سعيد: مسجونه - فايزة عبد الجواد: مسجونه - حمدي يوسف: المحامي - كتكوت الأمير - هالة الصافي - علي عز الدين - بهاء عبد الحميد - رشوان مصطفى | - هابي جميل: طفل - حسين عرابي - عبد المنعم النمر - حسن مصطفى علي - مختار السيد - لطفي منصور - علية عبد المنعم - عمران بحر | - عادل الشناوي - سمير وحيد - عزت عبد الجواد - إيمان ذو الفقار - عزت الأمير - محمد البشاري - إسماعيل محمود - شوقي بركة |